# Livraria Quaresma
Livraria Quaresma foi uma livraria e editora fundada por Pedro da Silva Quaresma em 1879, no Rio de Janeiro.

## Histórico
Em 1879, Pedro da Silva Quaresma compra de Serafim José Alves a “Livraria do Povo”, que por algum tempo ficou com o antigo nome, mas, acabou mudando para Livraria Quaresma. Pedro da Silva Quaresma entrou, dessa forma, para o mercado livreiro, no qual permaneceu por uns cinquenta anos como único livreiro brasileiro.
Na época, as livrarias eram os pontos de encontro dos principais literatos, e algumas funcionavam como editoras, mas o mercado livreiro estrangeiro dominava. O jornal, na época mais acessível, era onde os escritores conseguiam escrever no começo de suas carreiras, e só depois de consagrados é que tentavam ter seus livros editados pelas livrarias. Outra forma era enviar os originais à Europa (Portugal e França) e sujeitar-se a regras ditadas por esses editores que, geralmente, não pagavam os direitos autorais.
Quaresma conquistou a população comum, pouco letrada, ignorada pelas demais editoras, oferecendo-lhes livros de leitura fácil, de formato reduzido (o atual pocket book), com preço acessível, caracterizando as "edições Quaresma". Estas edições formavam várias coleções, que eram acessíveis a todos os cantos do Brasil. “Em qualquer velha residência lá pelos sertões da Bahia ou pelo norte de Minas ainda é fácil descobrir-se até hoje, num canto de gaveta, algumas dessas 'edições Quaresma'".
Uma das revelações de Quaresma foi o poeta Catulo da Paixão Cearense, que escreveu para as "edições Quaresma" vários livros de modinhas e canções que formavam uma coleção chamada "Bibliotheca dos Trovadores". Alguns dos títulos: Cancioneiro popular, Florilégio dos cantores, Lyra Brasileira, Choros de violão, Trovador moderno, Trovador marítimo, Cantor de modinhas, Lyra de Apollo, Lyra Popular, Trovador de Esquina, Serenatas, entre outros. Posteriormente, o autor renegou tais obras e passou a ser editado pela livraria Castilho.
Outra revelação foi Eduardo das Neves, popular na época, que criava canções com os acontecimentos do dia ou datas festivas; “com essa coleção despertou a atenção de uma freguesia numerosa”.
Alguns escritores usavam pseudônimos, como Annibal Mascarenhas que, sob os pseudônimos de Viriato Padilha, Tycho Brahe de Araújo Machado e Sancho Pança,  escreveu “Histórias do arco da velha” (1897), “Os roceiros” (1897), “O livro dos fantasmas” (coletânea de casos de assombração, aparições, fenômenos espíritas e abusões que metia medo na criançada), e “A Árvore de Natal ou Thesouro Maravilhoso de Papae Noél”. Além desses, escreveu para a Quaresma, também, Alberto Figueiredo Pimentel, o cronista social do periódico Gazeta de Notícias, em cuja seção "Binóculo" focalizava os fatos da sociedade carioca. Escreveu o “Manual dos Namorados”. Quaresma encomendou a ele uma série de livros para crianças, tornando-se, portanto, o precursor da literatura infantil brasileira, pois anteriormente os livros infantis vinham de Portugal. Entre os títulos publicados, estavam: Histórias da Carochinha, Histórias do Arco da Velha, Histórias da avózinha, Histórias da baratinha, Os meus brinquedos, Contos do País das Fadas, Theatro Infantil, O Álbum das crianças, a maioria deles como volumes da coleção "Biblioteca Infantil da Livraria Quaresma". O termo “Histórias da Carochinha” foi incorporado ao folclore brasileiro. "Quando lançava uma edição, costumava fazer grandes cartazes com o nome do livro e mandava pregá-los por todos os pontos da cidade".
A livraria fechou em 1951, e se passou a considerar Pedro da Silva Quaresma como editor precursor da literatura popular, da literatura infantil e da publicidade impressa para vender livros.

## Publicações da Quaresma
- "Bibliotheca dos Trovadores". Alguns dos títulos: Cancioneiro popular, Florilégio dos cantores, Lyra Brasileira, Choros de violão, Trovador moderno, Trovador marítimo, Cantor de modinhas, Lyra de Apollo, Lyra Popular, Trovador de Esquina, Serenatas.
- “Os roceiros”
- “O livro dos fantasmas” (coletânea de casos de assombração, aparições, fenômenos espíritas)
- “A Árvore de Natal ou Thesouro Maravilhoso de Papae Noél”.
- Histórias da Carochinha (1894)
- Histórias do Arco da Velha
- Histórias da avozinha
- Histórias da baratinha
- Os meus brinquedos
- Contos do País das Fadas
- Theatro Infantil
- Álbum das creanças.
- A Arte de Fazer Sinais com o Leque e com a Bengala
- Diccionario da Flores, Folhas e Frutas
- Manual dos Namorados
- O Secretário Poético
- Coleção de Poesias de Bom Gosto
- O Padeiro Moderno, A. C. Corelhões
- Livro do Criador
- Livro do Lavrador
- Livro do Industrial Agrícola, M. Dutra
- Manual Pratico do Distillador, Aníbal Mascarenhas
- Secretário Moderno
- Guia para cada um se dirigir na vida sem auxílio de outrem
- Lyra Popular (coletânea de poesia brasileira e portuguesa)[6]